# Winterhilfswerk
La Winterhilfswerk des Deutschen Volkes (« Secours d'hiver du peuple allemand » en français), communément connu sous sa forme abrégée Winterhilfswerk (WHW), était une campagne annuelle du Parti nazi pour aider à financer des activités de bienfaisance. Son slogan était « Nul affamé ni congelé ». Cette campagne a été initialement mise en place sous le gouvernement de Heinrich Brüning en 1931, bien que Hitler allait plus tard la revendiquer. Elle a existé de 1933 à 1945, d'octobre à mars. Elle visait à fournir de la nourriture, des vêtements, du charbon et d'autres articles à des Allemands moins fortunés pendant les mois les plus rigoureux.
Parmi les actions organisées, il y avait une fois par mois le Dimanche de la potée, ou Eintopfsonntag, où la population était contrainte de ne rien consommer d'autre que cette potée  (Eintopf, littéralement « tout dans un seul pot »), servie au cours de distributions collectives payantes permettant de récolter des fonds.

## Contexte

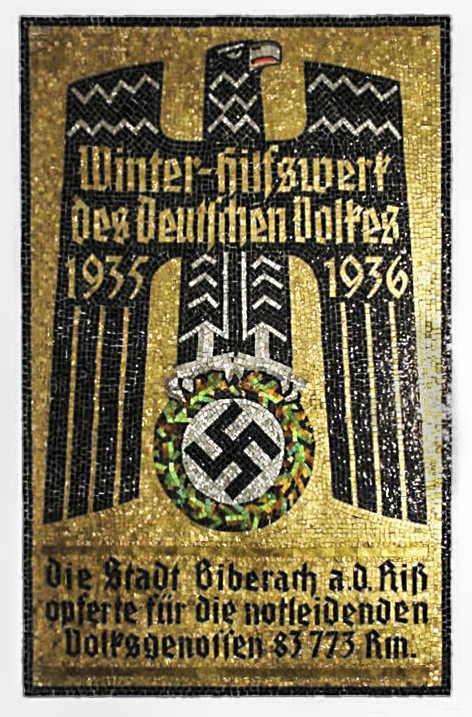
Mosaïque du Braith-Mali-Museum de Biberach an der Riß.

Dans le cadre du Troisième Reich des affiches incitaient les gens à faire des dons plutôt que de donner directement aux mendiants. La Hitlerjugend et le Bund Deutscher Mädel (associations nazies de jeunesse) étaient extrêmement actifs dans la collecte de fonds pour cette organisation caritative. Dans le cadre de l'effort visant à faire passer la communauté avant l'individu, les totaux n'étaient pas indiqués pour les individus, mais seulement pour ce que la branche collectait.

## Fonctionnement
Certains week-ends étaient attribués à toutes les différentes associations nazies, chacune ayant son propre badge spécial à distribuer en échange d'un pfennig ou deux. 

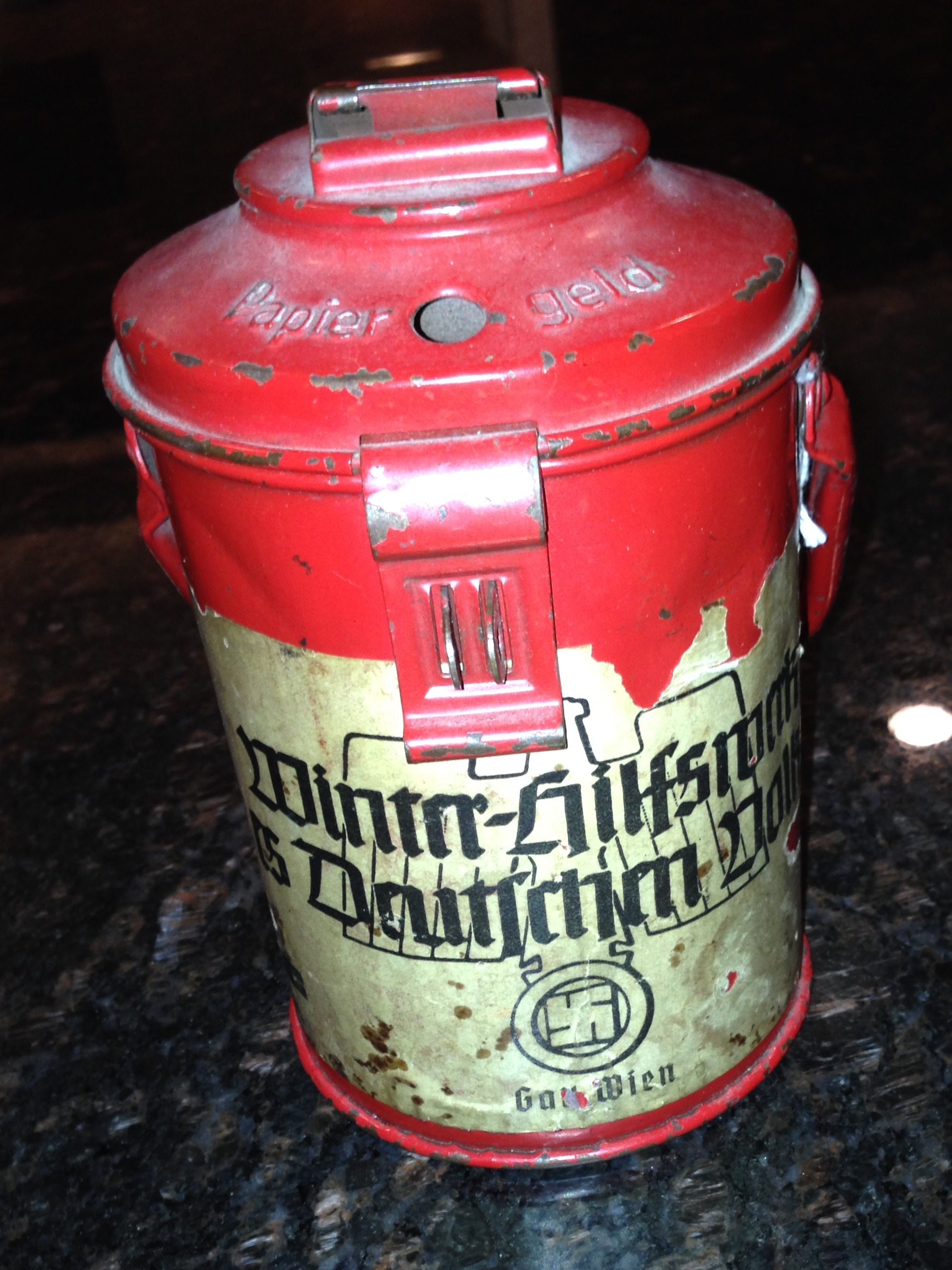
Une boîte de collecte du Winterhilfswerk.

Les « Cliqueurs de canettes », comme on les a appelés, ont toujours cherché à s'assurer que chaque bon citoyen allemand donne sa part au WHW. En fait, ceux qui ont oublié de donner ont vu leur nom inscrit dans le journal pour leur rappeler leur négligence. Les voisins et même les membres de la famille étaient encouragés à chuchoter les noms des resquilleurs à leurs chefs de quartier afin qu'ils puissent les persuader de faire leur devoir. En une occasion, un fonctionnaire a été poursuivi pour défaut de don et son argument selon lequel il était volontaire a été rejeté au motif qu'il s'agissait d'une vision extrême de la liberté de négliger tous les devoirs non réellement prescrits par la loi et donc d'un abus de liberté. Il n'était pas rare que des travailleurs perdent leur emploi pour ne pas avoir fait de dons à la WHW ou pour ne pas avoir donné suffisamment. Par exemple, lorsqu'un travailleur était licencié pour ne pas avoir fait de dons à WHW, le licenciement était confirmé par un tribunal du travail au motif qu'il s'agissait d'une « conduite hostile à la communauté du peuple [...] à condamner avec la plus grande fermeté ».
Les dons importants étaient également un moyen de s'établir en tant que partisan loyal du parti nazi sans s'engager à y adhérer.
Une pratique très encouragée était de prendre une fois par mois un repas en une seule fois (Eintopf), réduisant ainsi toute la nourriture à un seul plat et l'argent ainsi économisé devait être donné. À partir de 1933, l'Eintopfsonntag (dimanche de la marmite ou du ragoût) était officiellement programmé par le WHW pendant les mois d'automne et d'hiver. Les restaurants étaient tenus de proposer un repas Eintopf à l'un des différents niveaux de prix. Les ménages ont été rappelés à l'ordre, bien qu'il ait été noté que les autorités n'ont pas enquêté pour savoir si le repas en une seule casserole était effectivement servi.
Les collectes étaient un des piliers du Secours d'hiver et ceux qui ne donnaient pas, ou donnaient peu (comme une paire de bottes à une collecte de vêtements), étaient parfois victimes de la violence populaire et devaient être protégés par la police. Des initiatives similaires ont été lancées dans les pays d'Europe occupés par l'Allemagne, connus en français sous le nom de Secours d'Hiver en Belgique et en néerlandais sous le nom de Winterhulp Nederland et Winterhulp België.

### Cadeaux et jetons
Une Monatstürplakette (affiche mensuelle) en papier était délivrée pour être mise en évidence sur les portes ou les fenêtres afin de montrer aux autres personnes que vous aviez donné mais aussi pour tenir à distance les bandes itinérantes des travailleurs de la charité.

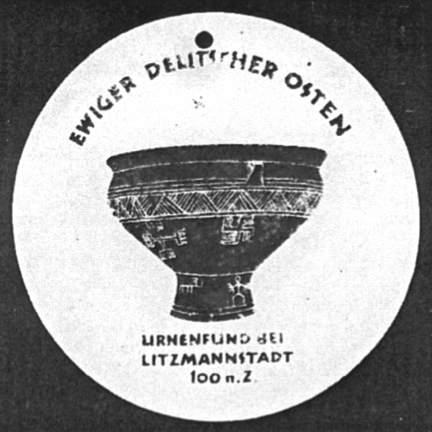
Médaillon en céramique émis lors de la collecte de la WHW (Gausammlung) de l'hiver 1942-1943.

Les donateurs recevaient souvent de petits cadeaux de remerciement d'une valeur négligeable. Un cadeau typique était un très petit livret de propagande, rappelant les livres miniatures de l'époque victorienne ; environ 0,8 pouce de large x 1,5 pouce de haut. Les livrets comprenaient « Le Führer fait l'histoire », une collection de photographies d'Hitler à la montagne, « La bataille du Führer à l'Est 2 » et « Gerhard Koeppen et autres héros de guerre décorés ».

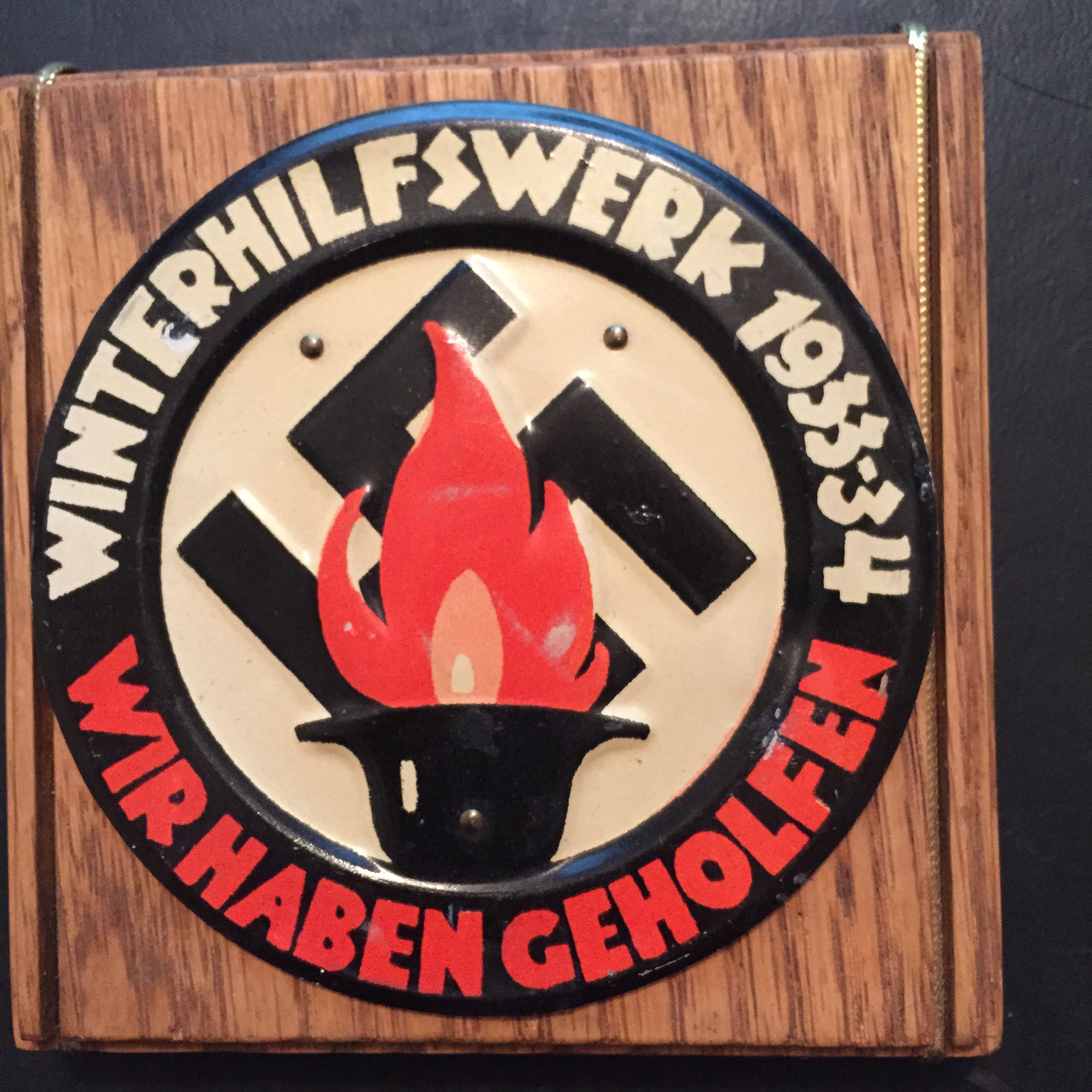
Le présentoir de reconnaissance des dons du Winterhilfswerk représenté est une plaque de fer-blanc montée sur du chêne.

Lorsqu'il a visité l'Allemagne en 1939 en tant que journaliste pour la North American Newspaper Alliance, Lothrop Stoddard a écrit : « Une fois tous les quinze jours, chaque ville et village du Reich voit des SA aux chemises brunes portant des bidons peints en rouge. Ce sont les boîtes de collecte de l'aide pour l'hiver. Les chemises brunes vont partout ». À cette occasion, les gros fusils du parti nazi sortent de leur boîte de collecte pour apporter leur contribution ».
Stoddard a décrit la visite d'une installation de Winterhilfswerk où on lui a montré des vêtements d'hiver et d'autres articles destinés à la distribution.